# Treble (fodbold)
 Denne artikel bør gennemlæses af en person med fagkendskab for at sikre den faglige korrekthed.

The Treble er et fodboldudtryk, som betegner, at et hold i samme sæson vinder tre titler, eksempelvis det nationale mesterskab, den nationale pokalturnering og Champions League.
Otte europæiske hold har vundet the Treble: Celtic F.C. i 1967, Ajax Amsterdam i 1972, PSV Eindhoven i 1988, Manchester United i 1999, FC Barcelona i 2009 og 2015, Internazionale i 2010 og FC Bayern München i 2013 og 2020 og Manchester City i 2023
| Klub              | Land               | Kontinentalt forbund | År          | Titler vundet                                                         |
| ----------------- | ------------------ | -------------------- | ----------- | --------------------------------------------------------------------- |
| Santos            | Brasilien          | CONMEBOL             | 1962[a]     | Campeonato Paulista, Taça Brasil, Copa Libertadores                   |
| Celtic            | Skotland           | UEFA                 | 1966–67[b]  | Scottish Football League, Scottish Cup, European Cup                  |
| Ajax              | Holland            | UEFA                 | 1971–72     | Æresdivisionen, KNVB Cup, European Cup                                |
| PSV               | Holland            | UEFA                 | 1987–88     | Æresdivisionen, KNVB Cup, European Cup                                |
| Manchester United | England            | UEFA                 | 1998–99     | Premier League, FA Cup, UEFA Champions League                         |
| Barcelona         | Spanien            | UEFA                 | 2008–09     | La Liga, Copa del Rey, UEFA Champions League                          |
| Internazionale    | Italien            | UEFA                 | 2009–10     | Serie A, Coppa Italia, UEFA Champions League                          |
| Bayern München    | Tyskland           | UEFA                 | 2012–13 [c] | Bundesliga, DFB Pokal, UEFA Champions League                          |
| Cruz Azul         | Mexico             | CONCACAF             | 1969        | Primera División de México, Copa México, CONCACAF Champions Cup       |
| Defence Force     | Trinidad og Tobago | CONCACAF             | 1985        | TT Pro League, Trinidad and Tobago Cup, CONCACAF Champions Cup        |
| Englebert         | DR Congo           | CAF                  | 1967        | Linafoot, Coupe du Congo, African Cup of Champions                    |
| Vita Club         | Zaire              | CAF                  | 1973        | Linafoot, Coupe du Congo, African Cup of Champions                    |
| MC Algiers        | Algeriet           | CAF                  | 1976        | Algerian Championnat National, Algerian Cup, African Cup of Champions |
| Hearts of Oak     | Ghana              | CAF                  | 2000        | Ghana Premier League, Ghanaian FA Cup, CAF Champions League           |
| Al-Ahly           | Egypten            | CAF                  | 2006        | Egyptian League, Egyptian Soccer Cup, CAF Champions League            |
| Espérance         | Tunesien           | CAF                  | 2011        | Tunisian League, Tunisian President Cup, CAF Champions League         |
| Auckland City     | New Zealand        | OFC                  | 2006        | NZFC Championship, NZFC Premiership, OFC Champions League             |
| Waitakere United  | New Zealand        | OFC                  | 2008        | NZFC Championship, NZFC Premiership, OFC Champions League             |

- ^ Santos vandt også Intercontinental Cup denne sæson.
- ^ Celtic F.C. vandt også Skotske Liga Cup og Glasgow Cup denne sæson.
- ^ Bayern München vandt også DFL Supercup denne sæson.

| Fodbold | Spire Denne artikel om fodbold er en spire som bør udbygges. Du er velkommen til at hjælpe Wikipedia ved at udvide den. |